# 邓修明
邓修明（1964年12月—），男，汉族，四川蓬溪人，一级大法官。1981年7月参加工作，1992年3月加入中国共产党。曾任中共江苏省委副书记，现任中华人民共和国最高人民法院党组副书记。中共十九届中央纪委委员、第二十届中央候补委员。
1987年毕业于四川教育学院外语系英语专业，西南政法学院法律系刑法专业硕士学位，四川大学法学院诉讼法学在职博士学位。

## 经历
2002年1月，任四川省高级人民法院副院长。
2011年12月，任中共成都市委副书记、市纪委书记。
2016年2月，任中央国家机关工委纪工委书记。
2016年12月，任中共天津市委常委、市纪委书记。2018年1月，当选为新组建的天津市监察委员会主任。
2018年2月，当选第十三届全国人大代表。
2021年11月19日，调任中共江苏省委常委；同年12月，出任省委政法委书记。2022年7月19日，升任中共江苏省委副书记；同年12月，不再兼任省委政法委书记。
2023年7月4日，任中华人民共和国最高人民法院党组副书记、常务副院长，晋升正部长级。